# Iglesia de San Francisco de Asís (Bilbao)
La iglesia de San Francisco de Asís, también conocido como la quinta parroquia, es un templo ecléctico-neogótico de finales del siglo XIX emplazado en la ciudad de Bilbao (Vizcaya, País Vasco, España). Su fachada principal se sitúa en la calle Hurtado de Amézaga, muy cerca de la plaza Zabalburu.

## Historia
La obra, cuya primera piedra se colocó el 30 de junio de 1890, fue dirigida por el arquitecto bilbaíno Luis de Landecho y Urriés, quien ideó una iglesia inspirada en las catedrales góticas y construida con piedra arenisca del monte Oitz, por cuyo proyecto recibió la Medalla de Oro de la Exposición de Bellas Artes de aquel año en Madrid. La construcción de la iglesia, levantada sobre un inmueble de la familia Mazarredo-Zabalburu, que tenía su residencia en un palacete cercano, se prolongó hasta el 16 de octubre de 1896, abriéndose al culto meses después y siendo consagrada como parroquia el 9 de noviembre de 1902.
En esa fecha aún no se habían construido las torres, por lo que tuvo que habilitarse una torre de madera para alojar provisionalmente las campanas. Las torres definitivas se terminaron en 1906 y la construcción del rosetón central de la fachada se retrasó hasta 1909. Su dirección correspondió al arquitecto Manuel María Smith.
El 14 de noviembre de 2000 este edificio fue declarado Bien Cultural, con categoría de Monumento, del País Vasco.

## Descripción

### Arquitectura exterior
El exterior de la iglesia presenta en su fachada principal un rosetón central. Las torres gemelas que rematan su altura en flecha o aguja subrayan la verticalidad de todo el edificio. El atrio se encuentra situado en un plano elevado sobre el nivel de la calle; se accede al mismo por unas escaleras y lo cierra una verja trenzada de hierro forjado. El pórtico exterior se construye en arco de medio punto, con trasdós ligeramente apuntado. 

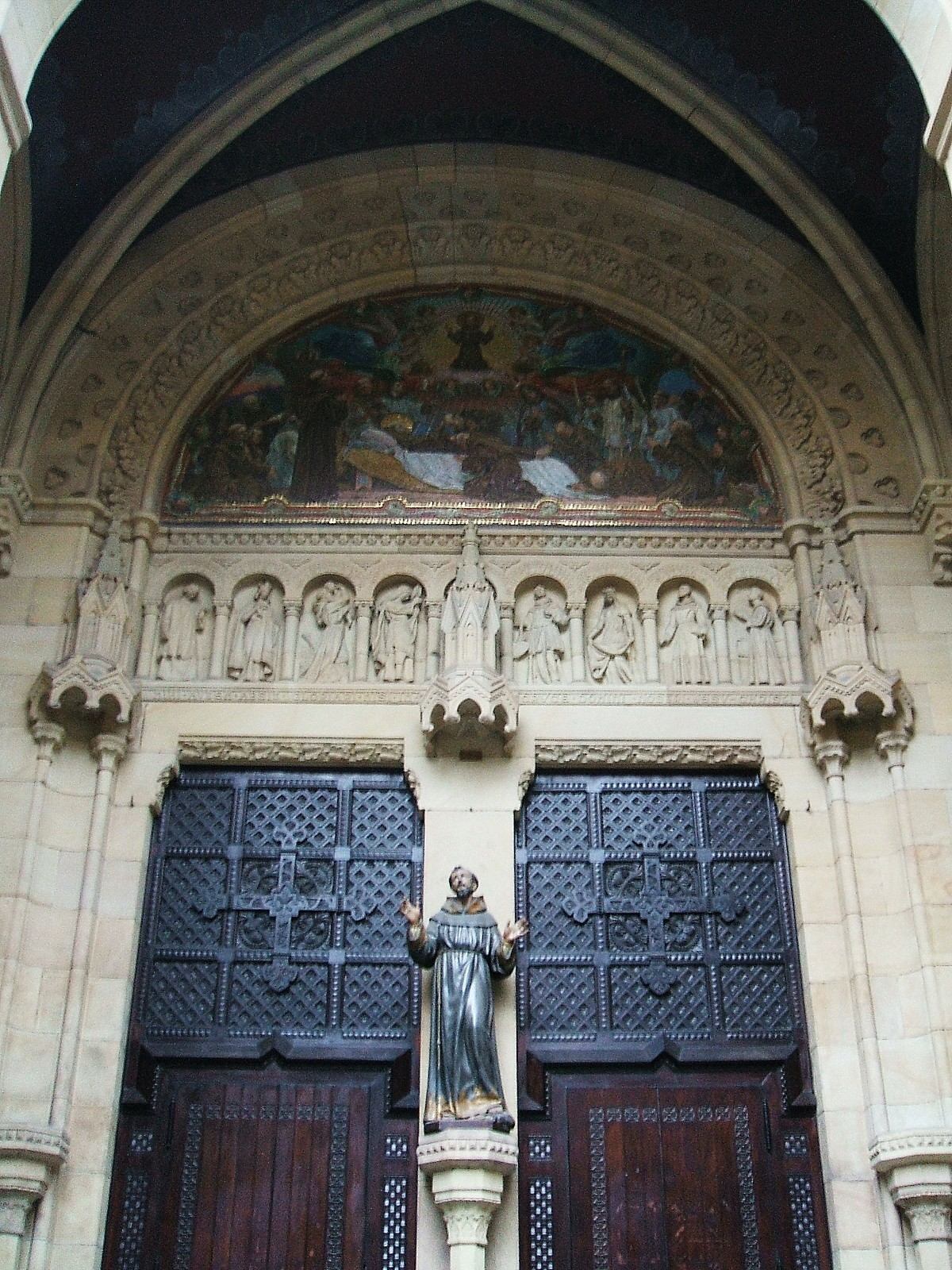
Portada en el atrio.

La portada bajo el atrio presenta, en su parte superior, un tímpano con un mosaico veneciano que representa la muerte de San Francisco de Asís y bajo él, en altorrelieve a modo de friso, seis figuras de santos enmarcadas por arquillos de medio punto. Este conjunto presenta un innegable sabor neorrománico, que unido al estilo neogótico predominante en el edificio permite matizar el estilo general de este como ecléctico. En la parte superior de la portada destaca, sobre el parteluz, una estatua policromada del patrón de la parroquia, obra de Higinio Basterra. Una puerta doble central y dos puertas laterales, talladas en madera, dan acceso al templo.

### Fábrica interior
Consta de tres naves longitudinales, siendo la central más ancha y elevada que las laterales. Los pilares, que emergen sobre unas basa de mármol rojo de Ereño, son de sección cuadrada con unas columnas adosadas que culminan en capitales corintios. Sobre estas descansan los nervios que forman la crucería de ojivas que cubre las naves. En la nave central, los siete tramos se cubren con bóvedas barlongas, es decir, más anchas que largas. No presenta triforio y en su lugar el espacio superior de las paredes de la nave central, enmarcado entre las columnas de descarga, está ocupado por grandes ventanales vidriados.

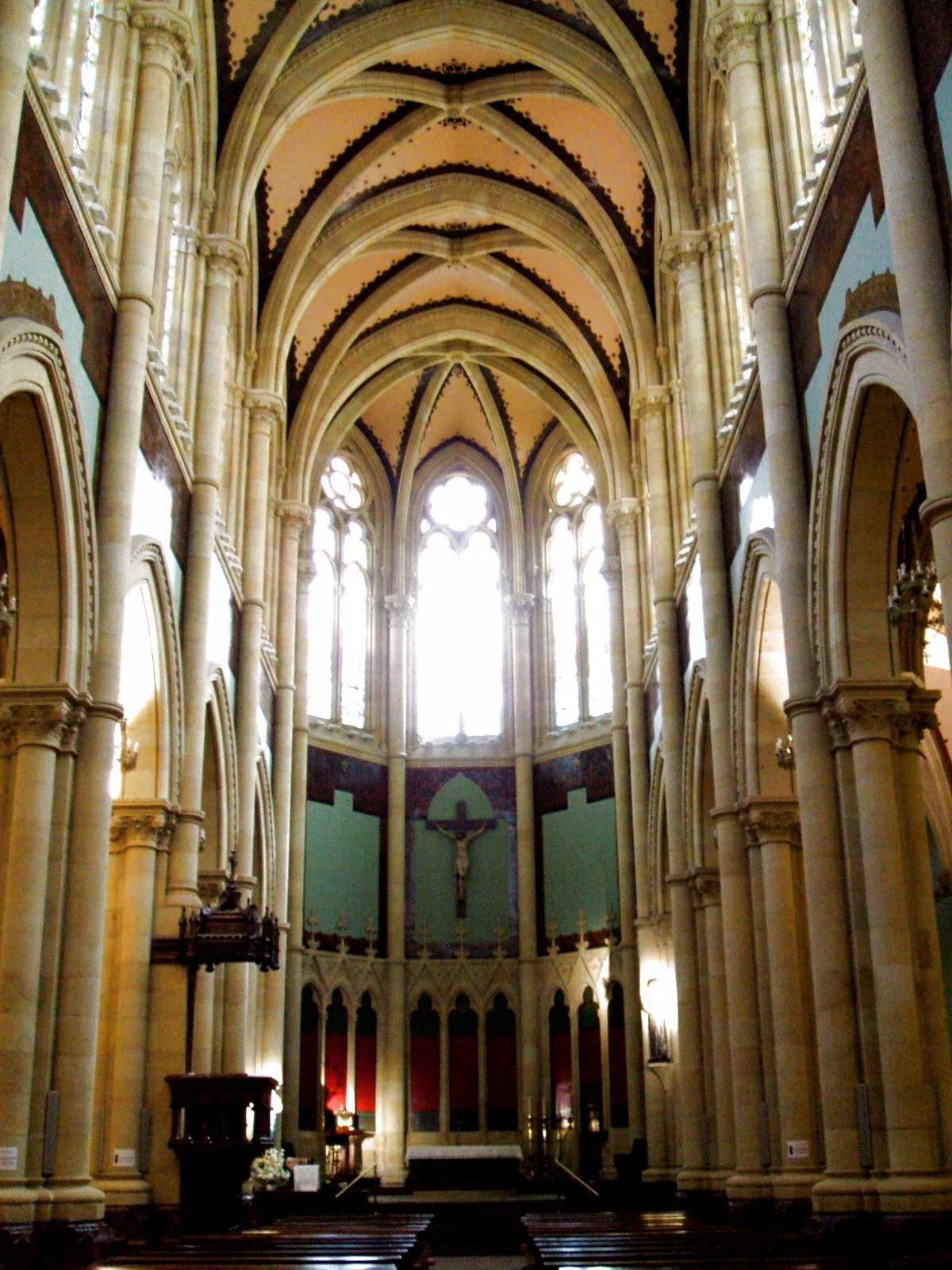
Nave mayor y cabecera.

El testero, elevado sobre el nivel del suelo de la iglesia, describe una forma poligonal, situándose seis vidrieras que expresan los motivos más importantes del programa iconográfico. Su bóveda, sostenida por arcos apuntados del mismo estilo que la nave central, adopta una crucería de disposición octogonal. En situación asimétrica se encuentra el altar mayor, realizado en mármol rojo de Ereño. Este mismo material se utiliza en el púlpito y en la parte baja del interior del edificio, mientras que el resto se construyó en arenisca amarilla de Oitz. El ábside de la nave principal es de cinco ochavos.

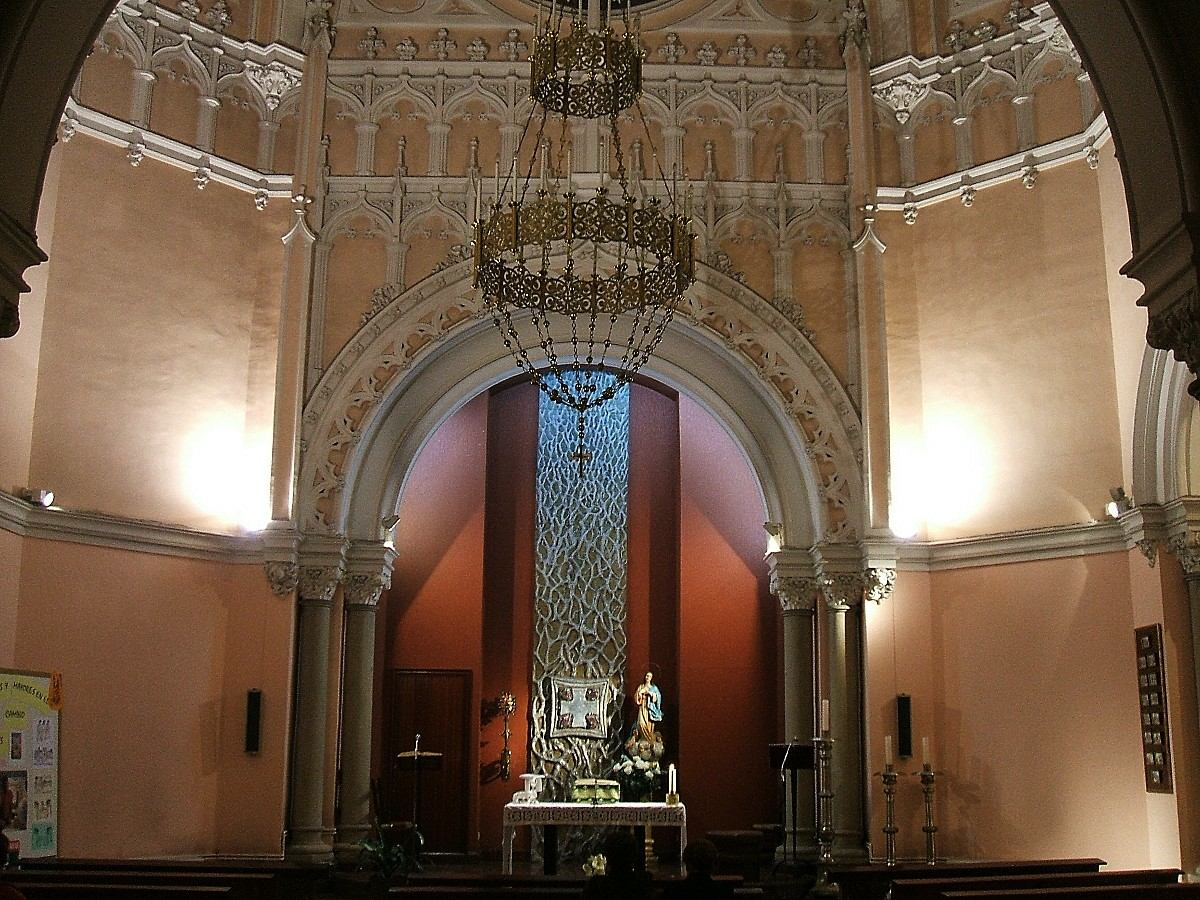
Capilla del Comulgatorio.

La cabecera de la nave derecha forma un ábside poligonal donde se encuentra la puerta de acceso a la cripta de la familia Zabálburu, situada bajo esta nave. En la cabecera de la nave izquierda, terminada en pared vertical, otra puerta de paso a la cripta de la familia Mazarredo. El crucero solo se insinúa por la presencia de la Capilla del Comulgatorio o del Santísimo Sacramento, a la derecha, en la nave de la Epístola, sobre un nivel superior al suelo de la iglesia. En el lado izquierdo, una pared con motivos ornamentales indica la existencia anterior de otra capilla simétrica al Comulgatorio, desaparecida en una reforma de la iglesia.
El coro y el órgano se sitúan sobre el atrio. Se accede a los mismos por una escalera interior, que continúa hasta las torres. Entre los anexos de la iglesia, la Sacristía, reformada en 1950, en la que es de señalar su artesonado de madera. El piso superior acoge las dependencias de la parroquia.

### Vidrieras
La iglesia posee una interesante colección de vidrieras policromadas repartidas por las diversas partes del templo. Su diseño y construcción se encargaron a una artesanía alemana de Múnich. Las más notables, por sus dimensiones y por la calidad de su colorido, se encuentran en las partes elevadas de todo el perímetro de las paredes. En el cuerpo central hay 17 juegos de vidrieras, 12 a ambos lados de la nave y las cinco restantes en el ábside. En total aparecen 52 figuras de santos y padres de la Iglesia, agrupados de cuatro en cuatro, salvo las más próximas al altar mayor, que forman sendos grupos de dos. Están enmarcadas en los espacios intercolumnarios formando ventanales de tracería bi y trilobulada.
En el presbiterio, la Santísima Trinidad, flanqueada por las figuras de San José y la Virgen a un lado, y San Joaquín y Santa Ana al otro. Por debajo de estos, otra vidriera de forma rectangular, con motivos estilizados. En el coro, abriéndose al hastial del pie, se encuentra el rosetón central, donde aparece una bella figura del Cristo Pantocrátor rodeado de diversos motivos simbólicos. Asimismo, en los testeros de ambas naves laterales hay sendas vidrieras con motivos de la vida de San Francisco de Asís. La colección se cierra con cuatro óculos, dispuestos de forma alternante sobre los lados de la bóveda octogonal del Comulgatorio, dos vidrieras de estilo contemporáneo sitas en la Sacristía y otras dos repartidas en diversas estancias.

### Imaginería

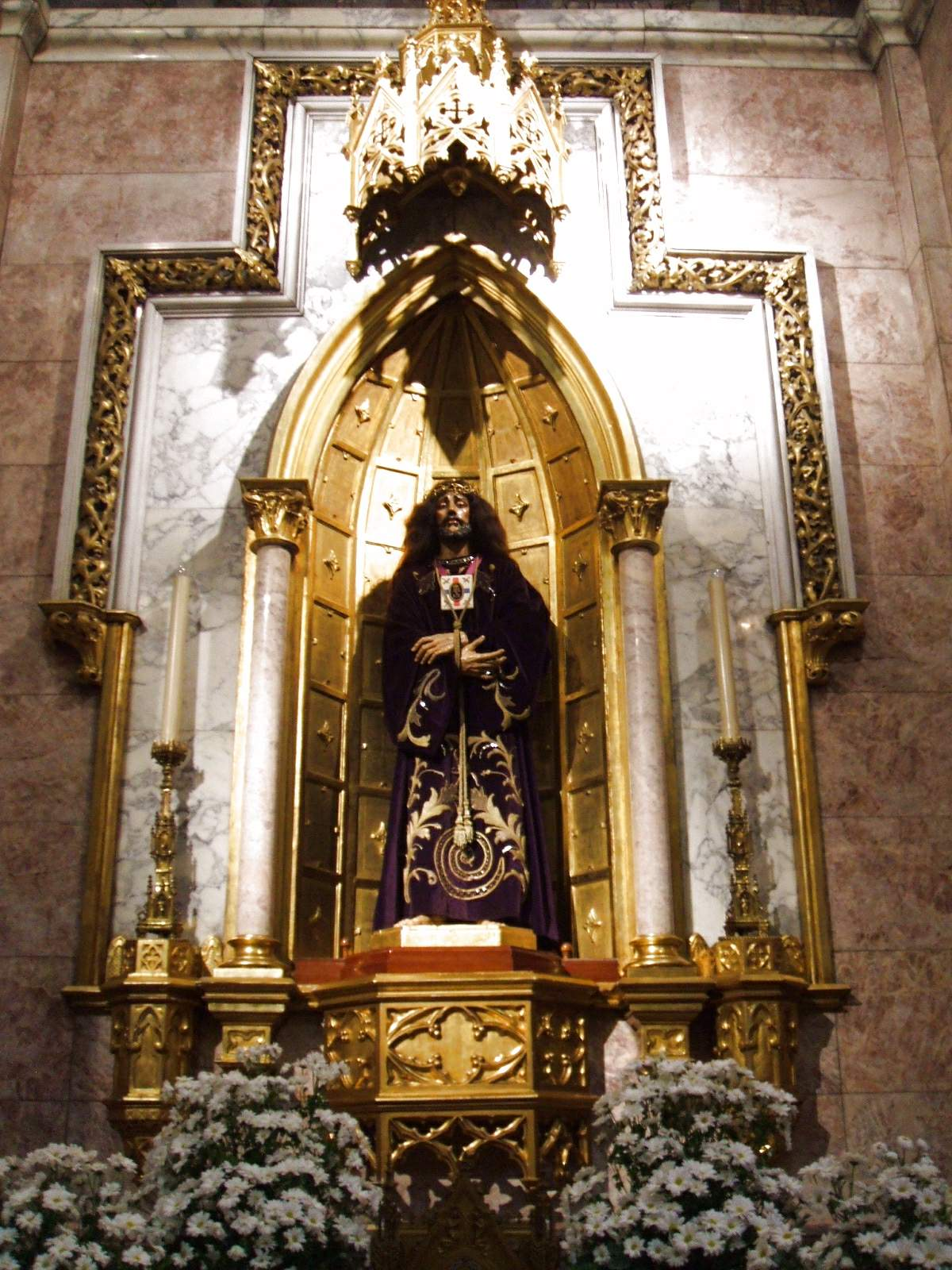
Altar del Nazareno.

La imaginería de la iglesia es de tiempos recientes, bien del momento de su inauguración y posteriores, luego su valor artístico, pese a la calidad de su factura, es menor. En el altar mayor hay tres imágenes. Destacan entre ellas un Cristo crucificado de talla y expresión realistas, suspendido por los brazos, pero sin aparente apoyo en la cruz. Hay igualmente una imagen del titular de la Iglesia, San Francisco de Asís, y otra de la Virgen María, ambas del escultor Mariano Bellver.
En la espaldera del Comulgatorio se ubica un retablo de madera con un Cristo crucificado, de estilo neogótico, flanqueado por las estatuas de dos santos. En la Sacristía se guarda una pequeña talla de madera de San Juan Bautista, que antes de la reforma litúrgica del Concilio Vaticano II se encontraba en el antiguo baptisterio, y una talla policromada de la Inmaculada, ambas realizadas con exquisito gusto. Una cabeza de San Francisco, copia de Murillo, realizada en el siglo XIX, completa la dotación.
En su altar en el lado del Evangelio se sitúa una talla moderna de Jesús Cautivo y Rescatado, espléndida obra realizada en madera por el escultor Federico Coullaut-Valera. Fue tallada en 1947, coincidiendo con la fundación de la Cofradía de la Real e Ilustre Esclavitud de Nuestro Padre Jesús Nazareno, a la que pertenece.

## Galería de imágenes

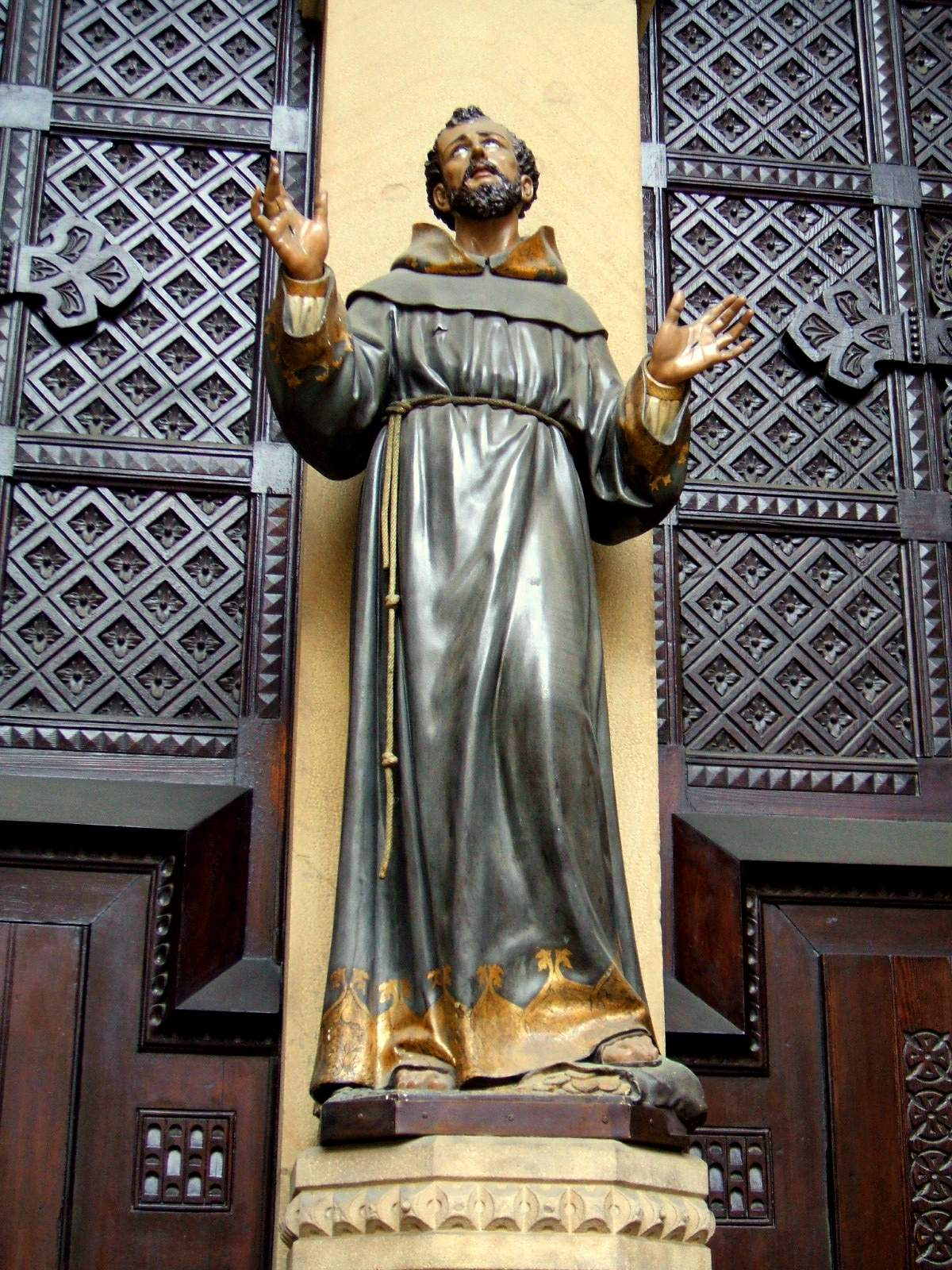
San Francisco, en el pórtico
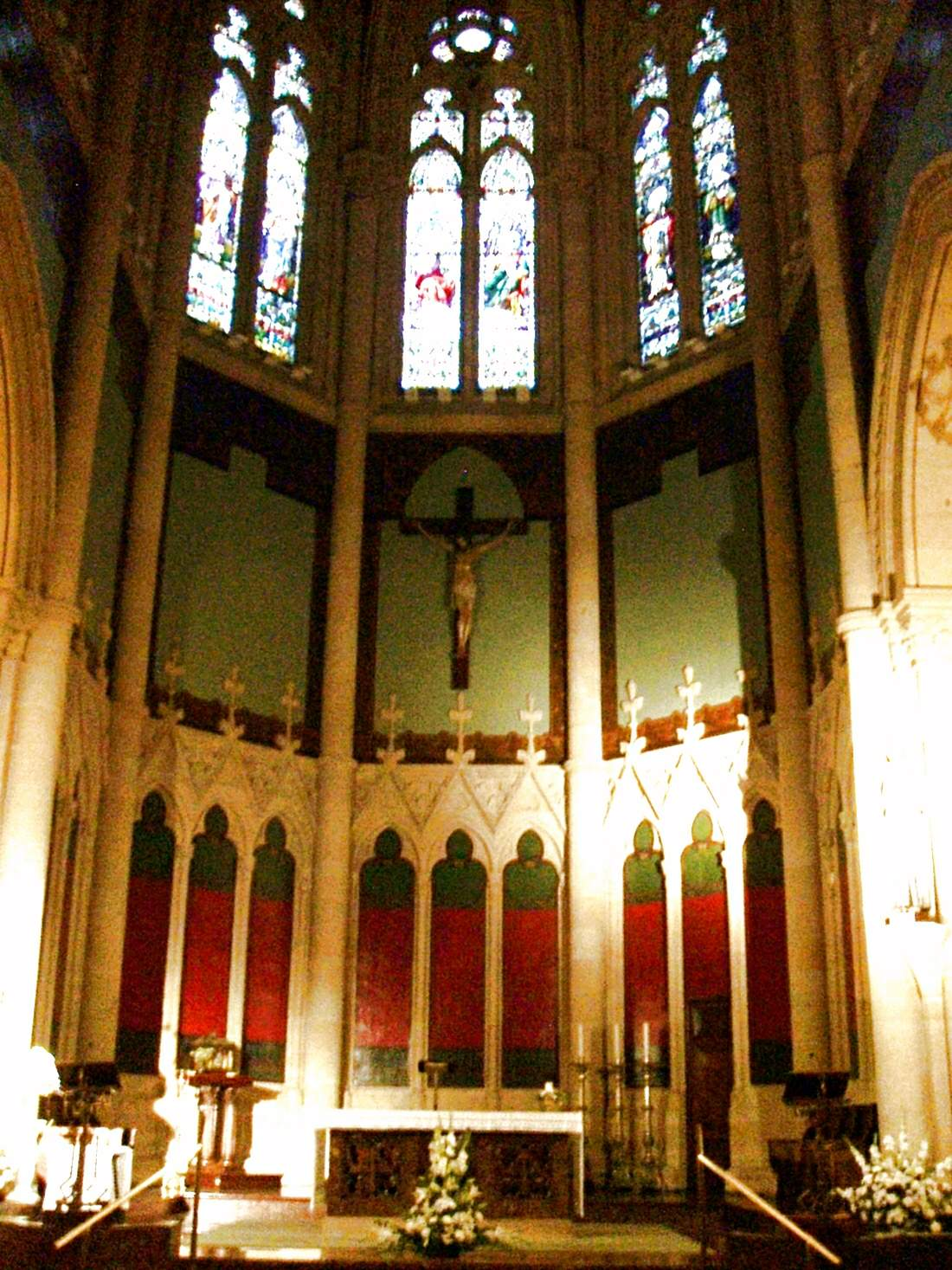
Altar mayor
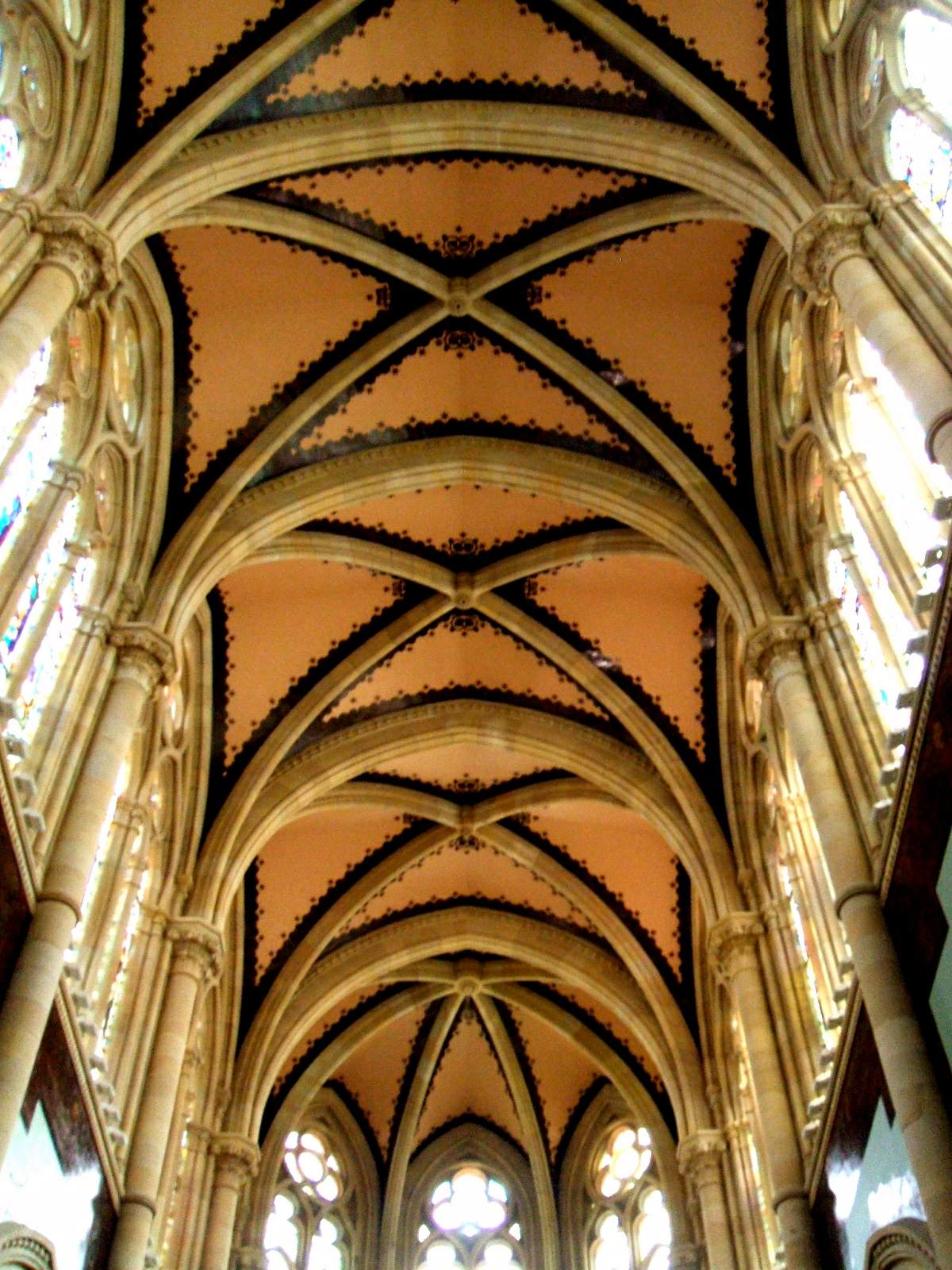
Bóvedas de la nave mayor y vitrales
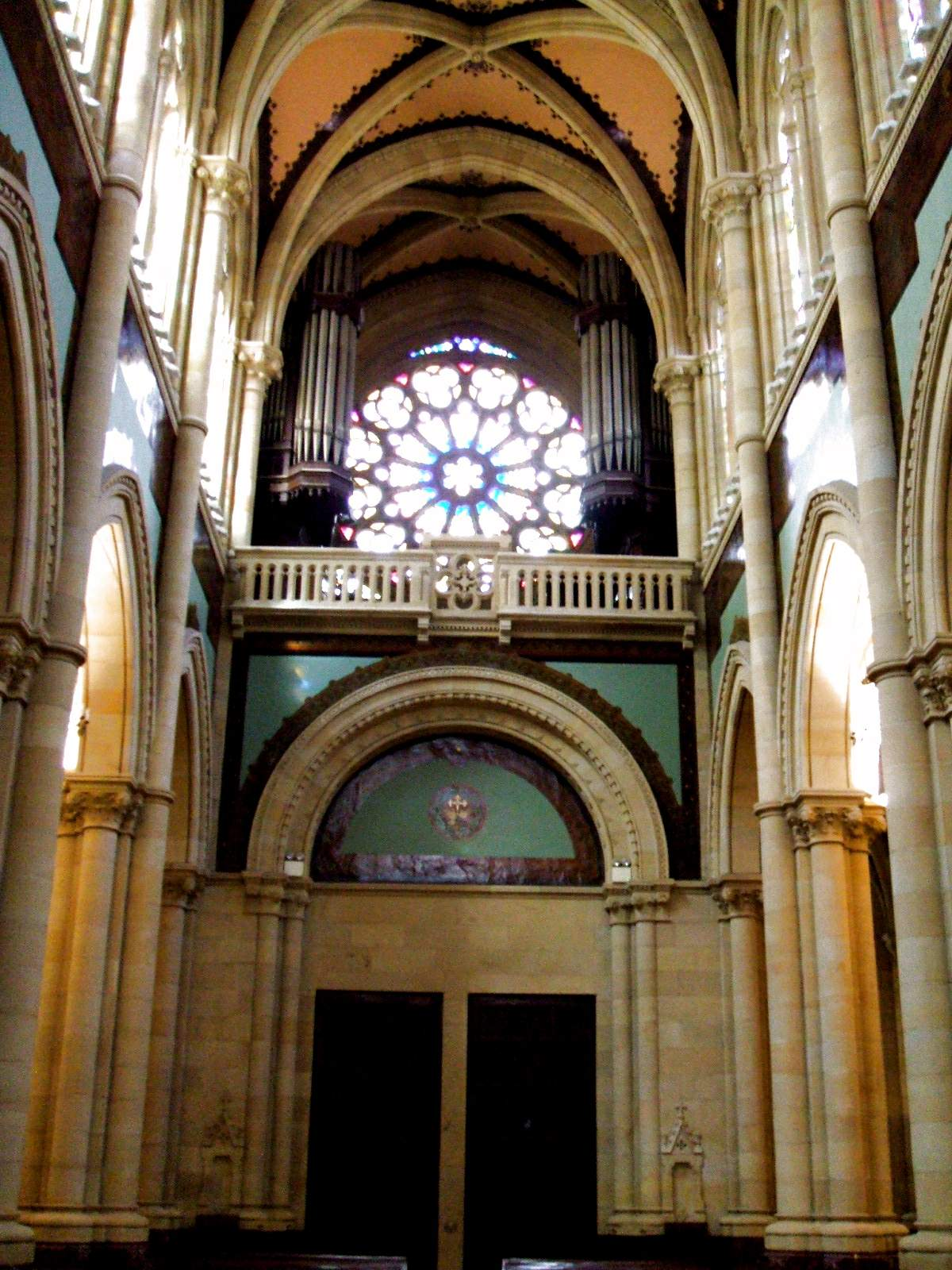
Nave mayor, coro y pies
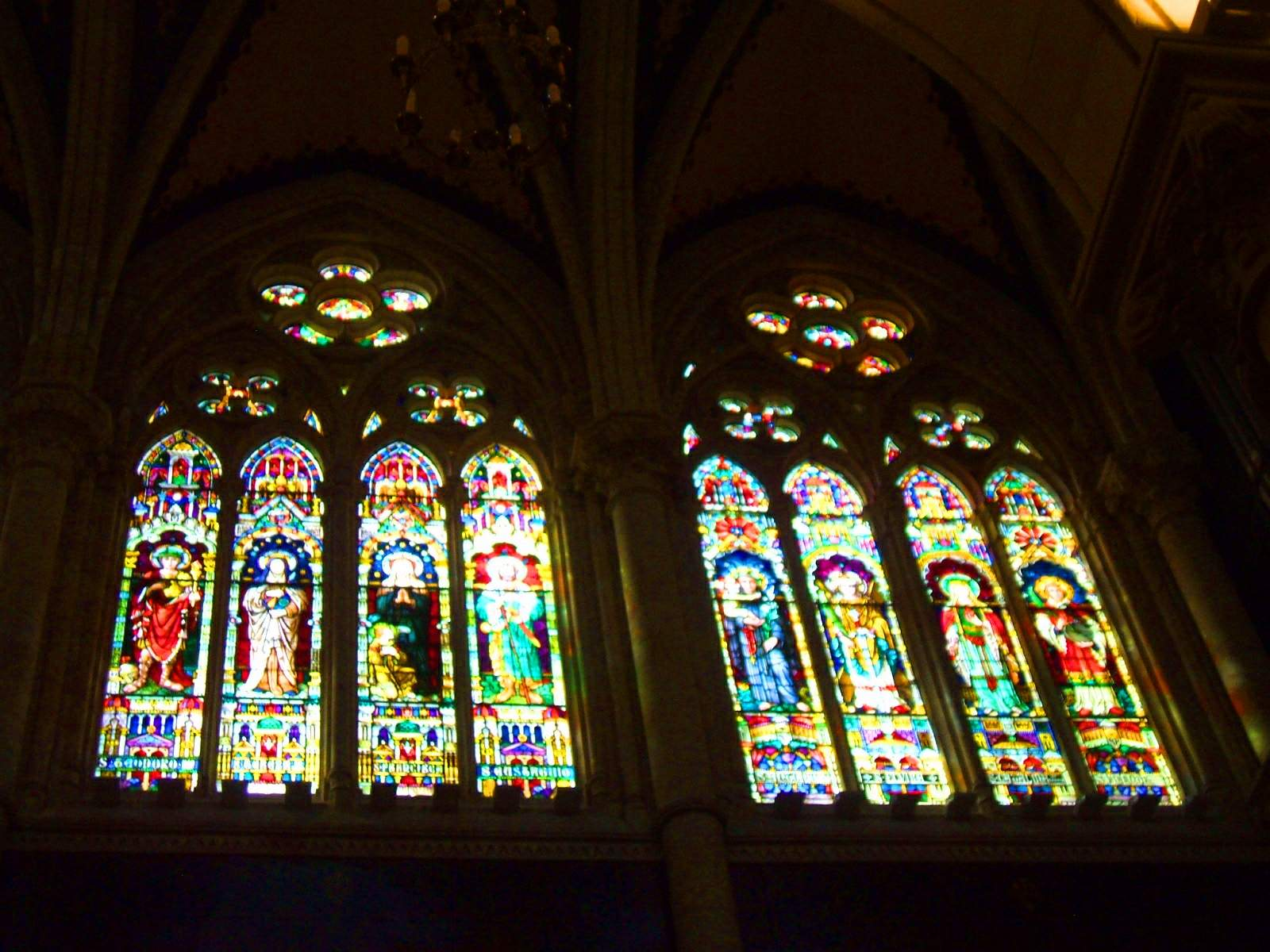
Vidrieras
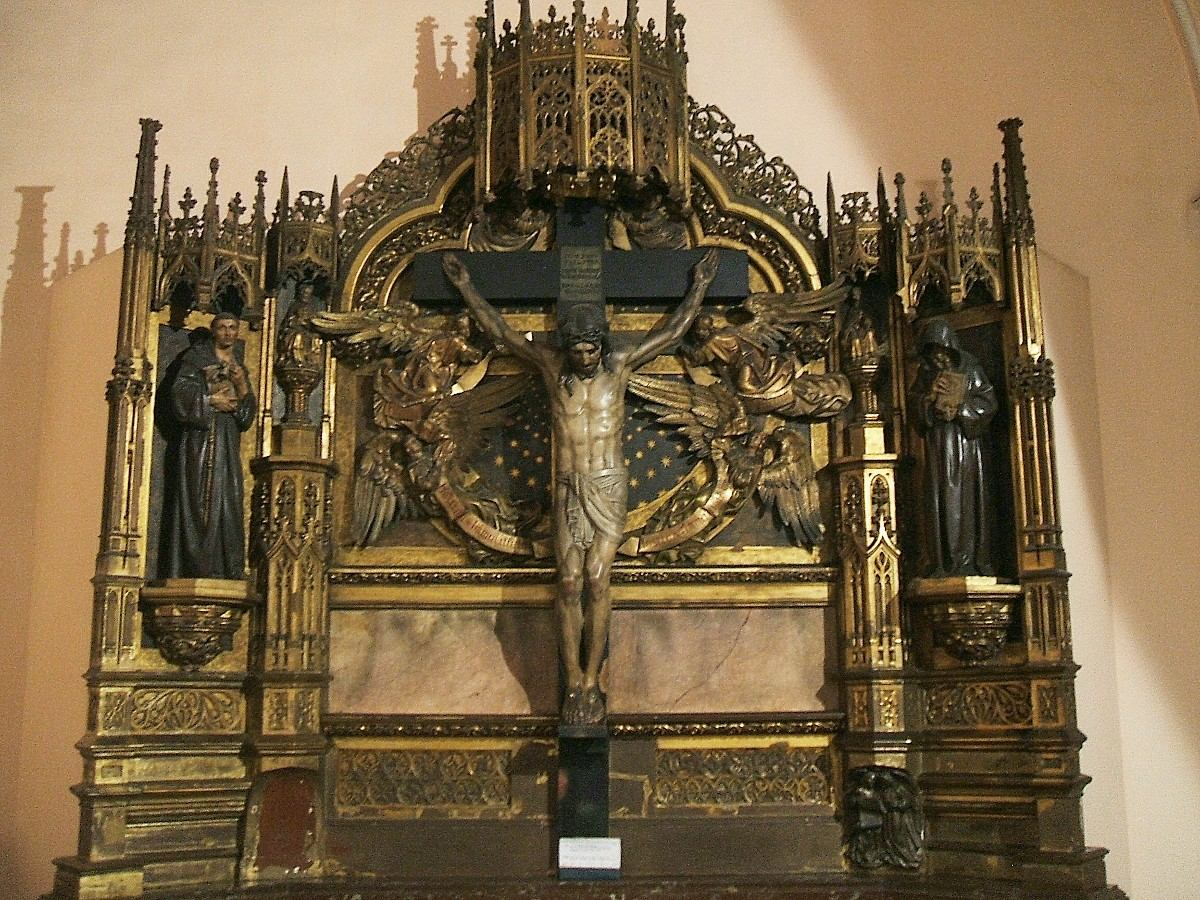
Retablo del Comulgatorio